# 經痛
經痛（period pain，painful periods）又稱痛經（dysmenorrhea）或月經痛性痙攣（menstrual cramps），是女性行经前后或月经期下腹部疼痛，其并不是特指一种疾病，而是一种症状。其他合併症状包括头痛、背痛、乏力、头昏、恶心、呕吐、腹泻、腹胀、腰部胀痛等不适，会影响正常工作及生活；通常在月經來的時候開始，典型的症狀大約持續不到三天。
年輕女性的經痛可能在沒有其他原發疾病的影響下發生。可是較年長的婦女若有經痛困擾，大多和子宮肌瘤、子宮肌腺瘤或是子宮內膜異位症有關。較常見於患有月經量過多（經血過多）、經期不規律、初經發生在十二歲前又或是體重過輕的婦女。性生活較活躍的女性建議接受骨盆腔檢查。超音波掃描可幫助醫師做出正確的診斷。在進行診斷時，應優先排除子宮外孕、骨盆腔發炎、間質性膀胱炎與骨盆腔疼痛等疾病的可能性。
平常有運動習慣以及在很年輕就已生育的女性較少有經痛的困擾。使用加熱墊（熱敷）也是減緩經痛的方式之一。非類固醇抗發炎藥物（像是布洛芬、賀爾蒙避孕藥）還有塗有孕激素的宫内节育器都可能幫助患者減輕疼痛。補充維他命B或鎂亦有幫助。對於瑜伽、針灸和按摩是否能夠抑制經痛的研究還不夠完整，但若確定曾患有可能造成經痛的宿疾，手術可能可以減輕經痛。
處於生育年齡的婦女，估計約有20-90%曾有經痛的經驗，它可說是最常見的月經失調疾病，大多開始在初經開始的一年內。若在沒有其他疾病的影響下，經期疼痛的情況會隨著年齡增加而改善，也會在懷孕後趨緩。

## 症狀
經痛主要疼痛點集中在下腹或骨盆，次要疼痛點為腹部的左側或右側。經痛疼痛感可能會擴散至大腿和下背。
經痛常伴隨噁心、呕吐、腹瀉或便秘、頭痛、頭暈、定向力障礙、對於聲音、光、氣味和碰觸敏感、昏厥和疲倦。
經痛及共伴症狀通常於排卵後就會立即出現，且可能持續到該次月經結束。
這是因為經痛與排卵引起的體內激素改變高度相關。而由於避孕藥能抑制排卵，故有助預防經痛。

## 成因
經痛可以分成兩型，分別為原發性經痛及續發性經痛。續發性經痛（Secondary dysmenorrhea）代表經痛的背後存有其他潛在的器官疾病問題。原發性經痛（primary dysmenorrhea）則是因為生理週期機制所產生的經痛。有說法認為，前列腺素分泌过多会使子宫平滑肌强烈收缩，血管发生痉挛，此時就是原發性經痛。
「續發性經痛」最常見的病因是因為子宮內膜異位症，大概佔了所有經痛的青少女的70%。子宮內膜異位症可以利用腹腔镜直接以肉眼觀察發現。
其他導致續發性經痛的原因包括肌瘤、卵巢囊腫、子宫腺肌病、和骨盆阻塞。
長短腳被假定為經痛加劇的原因之一或被誤以為是經痛，因為長短腳會導致骨盆不正，長期會引起下背痛。其他骨骼問題，例如：脊椎側彎也會導致長短腳。

## 機轉
在女性的月經週期過程中， 子宮內膜先是增厚以備可能的懷孕。卵巢排卵後，如果「卵细胞沒有受精」及/或「沒有懷孕」，則新增的子宮組織（即先前為懷孕做準備所新生的子宮內膜組織）將因為用不到而脫落
，子宮內膜脫落後會釋放前列腺素。
前列腺素以及其他子宮發炎介質的釋出會讓子宮產生收縮。因而，這些物質被認為是導致原發性經痛的主要因素。 
子宮收縮時，連帶限制了到達子宮內膜的血液輸送，從而導致子宮內膜的壞死與剝落。子宮的收縮會一直持續以擠壓、排擠那些老死的內膜組織經由子宮頸和阴道排出。這類的收縮會影響周圍正常組織的氧氣供應，引起疼痛或絞痛。
常出現經痛（原發性經痛）的婦女，相較其他婦女，其子宮肌有較為頻繁和強烈的收縮。
一個比較「有經痛」和「沒有經痛的」婦女們子宮的核磁共振成像的研究顯示，有經痛的婦女們的子宮可視特徵，在月經開始後的一到三天與疼痛的程度高度相關，且明顯與沒有經痛的婦女們不同。

## 診斷
經痛的診斷是透過經痛影響日常生活的病史來診斷，不過沒有普遍公認的診斷標準來判斷經痛的程度。而經痛症狀量表（menstrual symptometrics）是量化評估的工具，可以用來評估經痛的嚴重度和此疼痛與其他身體部位的相關性、月經的量以及對日常生活的影響程度。

### 進一步診斷
一旦診斷確定有經痛，那麼需進一步探討是否有任何潛在的病因存在。這是為了能對症下藥、防止其他可能造成經痛惡化的潛在疾病被忽視，甚至惡化。這也就可以確認是原發性經痛還是續發性經痛。
要確保經痛的背後沒有其他潛在疾病，醫師需得知患者關於經痛的完整病史和月經週期，並且進行骨盆檢查，在進行上述檢查後，也可能會再進行以下的檢查：
- 血液檢查[2]
- 婦科超聲檢查（英语：Gynecologic ultrasonography）[2]
- 腹腔鏡檢查（英语：Laparoscopy）[2]
- 內診

## 治療

### 原發性經痛
非類固醇類的止痛藥（前列腺素抑制劑），對於原發性經痛的療效可以達到80%以上。許多女生害怕服用止痛藥，怕成癮，或是怕藥物愈來愈沒效，其實一個月服用幾次藥，並不需要擔心這些問題，但是這些藥物要在經痛發生前或剛剛發生時就開始服用，每六到八小时就要服用一次效果才會比較好，在藥物的選擇時，至少要嘗試過三種以上的藥物，而且要經過四至六個月的治療週期才能夠確定藥物的效果，部分對藥物有過敏或有胃潰瘍的人必須選擇其他的替代藥物服用。大約有超過90%的原發性經痛病人在服用避孕藥後疼痛可以得到緩解。如果上面的治療都沒辦法發揮效果時，一些類固醇或者是較強的麻醉止痛藥可以選擇性的使用，但是醫師也會評估患者的精神狀態或心理因素的影響。除了這些治療之外，針灸或者是經皮的電刺激治療，目前也有越來越多的人認為可以發揮效果。

### 續發性經痛
續發性經痛與原發性經痛不同，一些非類固醇類的止痛藥或口服避孕藥在治療疼痛的效果不如原發性經痛來的好，治療主要還是要針對造成疼痛的病因加以處理。

## 治療方法

### NSAID
非甾体抗炎药（NSAID）可以緩解原發性經痛造成的疼痛，不過會有噁心、消化不良、胃及十二指肠潰瘍及腹瀉等不良反应。若無法服用非甾体抗炎药的人，也可以使用COX-2抑製劑。

### 賀爾蒙避孕藥或設備
利用賀爾蒙避孕藥物可以改善原發性經痛的症狀。不過2009年的系統回顧發現含有低劑量或是中劑量雌激素的避孕藥物，在改善原發性經痛上的證據並不充份。此外，不同避孕藥物的效果差異不大。
Norplant及Depo-provera對於改善經痛也有效果，這些方式會誘發閉經。激素型避孕器（Mirena IUD）也可以減少經痛的症狀。

### 其他
有回顧性文獻指出，經皮膚攝取的硝酸甘油對經痛有幫助。

### 替代療法
截至2017年，尚未有足夠的證據支持任何草藥或飲食能治療經痛，這包含：褪黑素、维生素E、茴香、蒔蘿、chamomile、桂皮、突厥蔷薇、大黄、芭樂、和uzara。也有證據認為：胡芦巴、薑、纈草、zataria、硫酸锌、魚油和維他命B1可能會有一點效用，但證據還不充分，需要進一步的研究。一篇2016年出版的系統性文獻回顧指出，並非所有飲食療法都能完全被證明是安全的。

也有些科學研究的結果和與前述的結果不同，比如說，英國醫學期刊的系統性回顧發現thiamine和维生素E可能有效，而魚油和維生素B12的效果則仍是個未知數。
有幾個系統性文獻回顧發現薑粉可能對於治療原發性經痛有一點效。镁補充劑可能得以改善經痛症狀。
另一篇論文回顧指出，維他命B1可能對治療經痛有效。

一篇2008年出版的回顧性論文看好中藥在未來能有效治療原發性經痛，然而因為該篇論文所採用的研究方法有限且品質不佳，所以仍不能就此下定論。

#### 醫學處置
關於針灸：考科藍協作組織在2016年時指出，有關針灸和經痛治療的随机对照试验其由於其研究品質不佳，還無法確定針灸或指壓是否能治療原發性經痛。 

## 流行病学
经痛在妇女中的患病率约为25%，在20岁左右最为多发，通常随着年龄增长减少。据一份调查，经痛在青少年女性中的患病率为67.2%，另一份调查结果是90%。不同种族的患病率和发病率没有显著差异。
一般认为怀孕可以解除痛经，然而这不是必然的。调查表明，有原发性经痛的未产妇在40岁后症状明显减少。据问卷调查，在遭受过性虐待的女性中，包括痛经在内的月经问题更为普遍。
一份来自挪威的调查显示，在该国20岁至35岁的女性中，有一成四会因經痛症状之重而在家休假。对青春期女性而言，經痛是缺课的首要原因。

## 外部連結
- 中的“經痛”